# MG (汽车品牌)

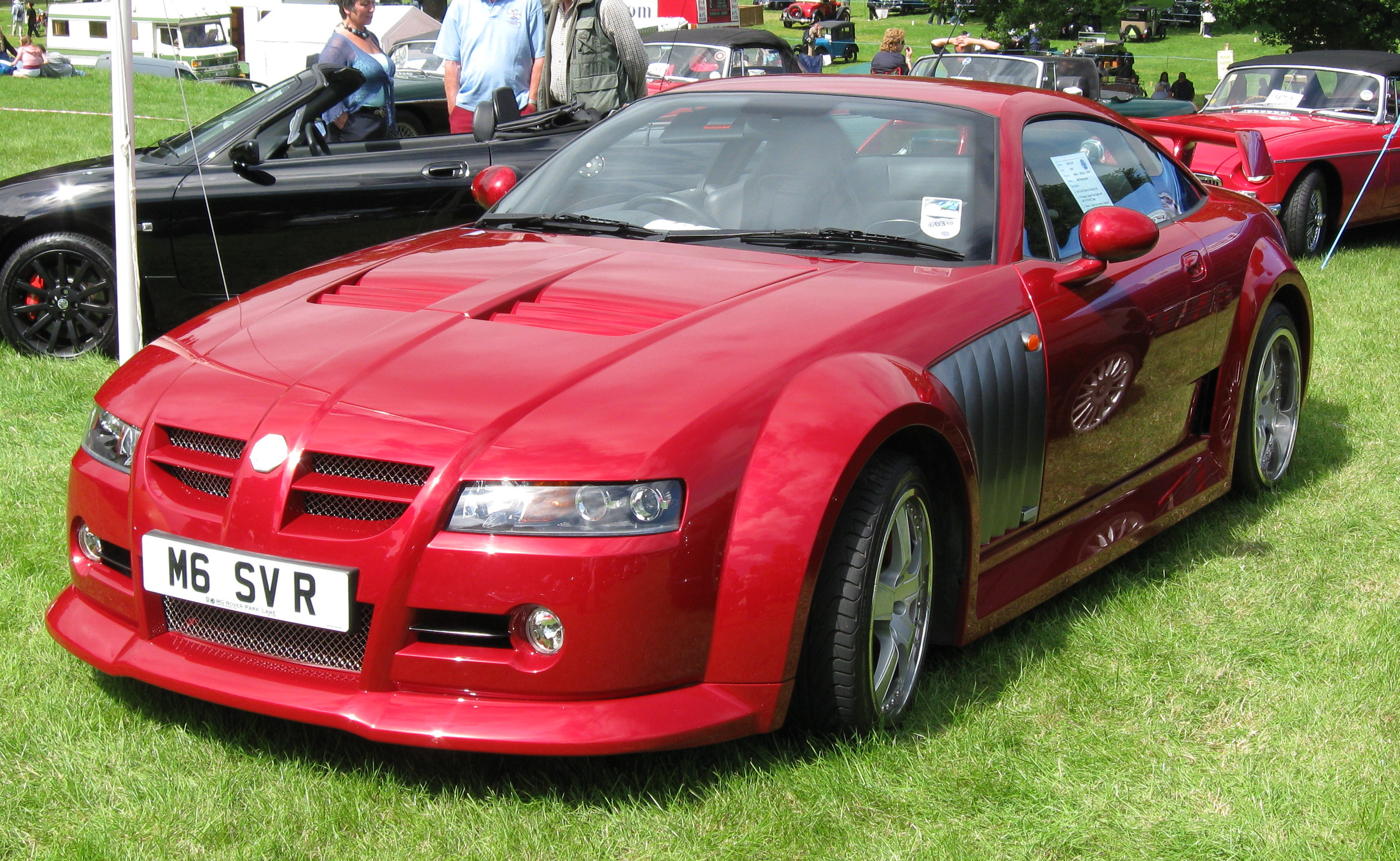
MG XPower SV

上汽名爵（英語：MG Motor）是中華人民共和國上海汽车集团（上汽集團）旗下的附屬品牌，源自1924年成立於英国的汽车品牌MG（Morris Garages），2007年MG被上汽集團收購，在英國的工廠則於2016年停產，目前作為中國自主的國產品牌，並把主要生產基地設在中國運營。
MG在上個世紀即作為英国的跑车制造商闻名于世，最標誌性的是打造敞篷式双座跑车，也生产双门跑车和轎車，採排氣量相對較低的小跑車定位。
品牌由英國汽車界名人——威廉·摩里斯（William Richard Morris）子爵的員工塞西爾·金柏創立，原本是子爵的私家改裝工作室，故稱作摩里斯車庫（Morris Garages），後來賣給子爵的控股公司摩里斯汽車。MG曾位列世界最成功的小型跑車生產商之一，其招牌產品MGA、MGB、MG Midget三姊妹車系，在50至80年代初接連生產，總產量達70多萬部。MG於2000至2005年間成为英国Rover旗下品牌，被設定為比Rover更具跑格的產品。

## 历史

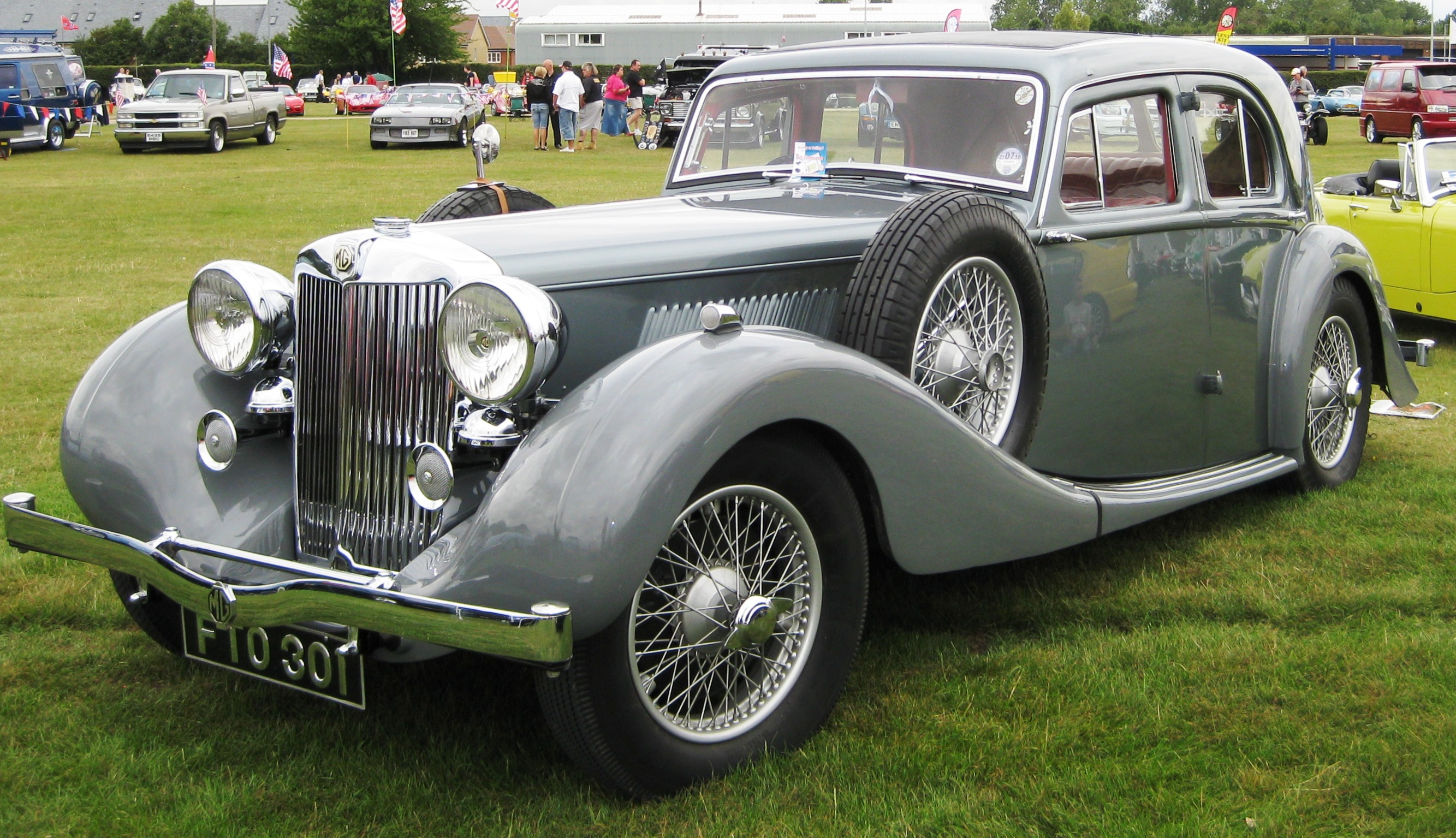
1939年MG WA

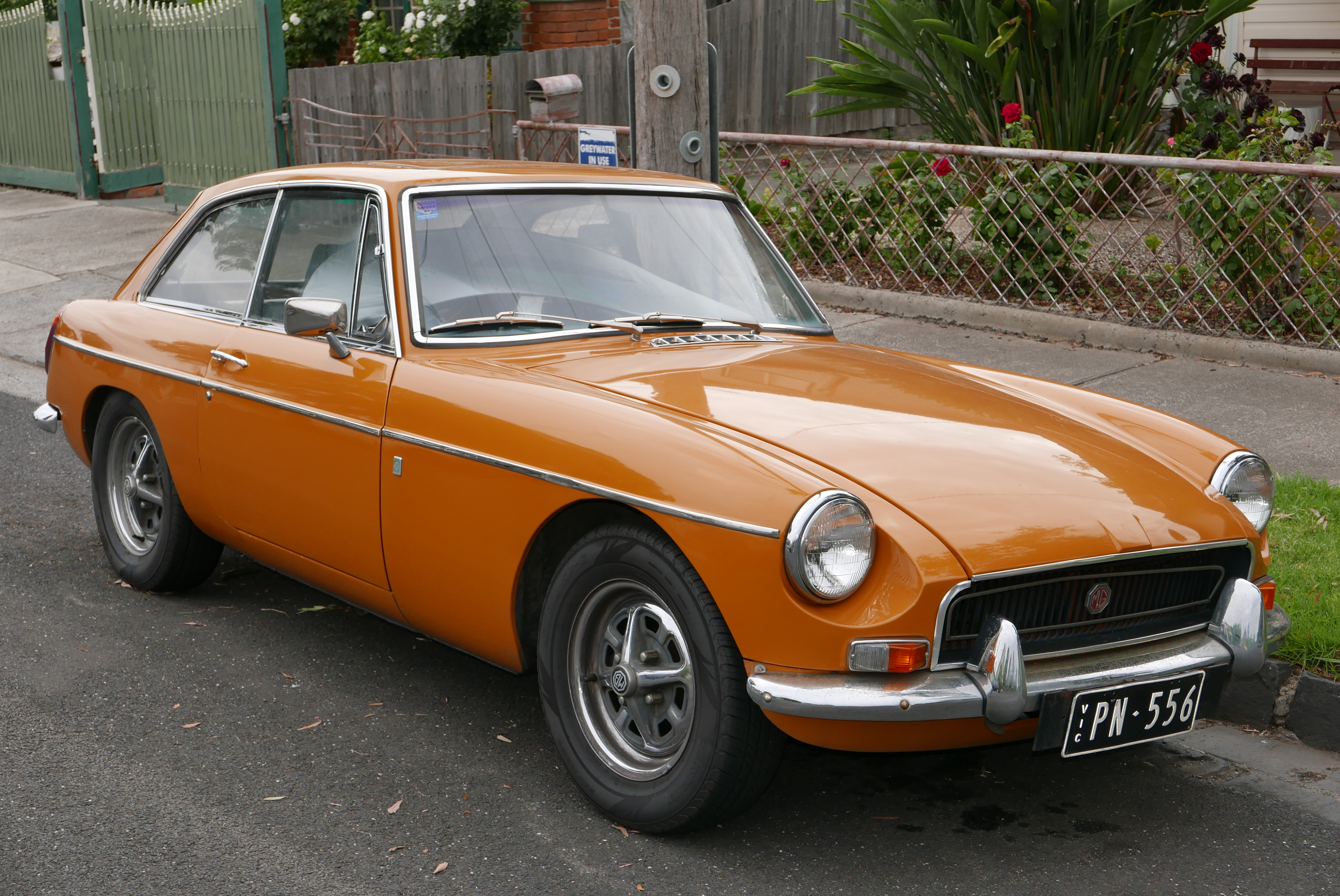
MG MGB GT

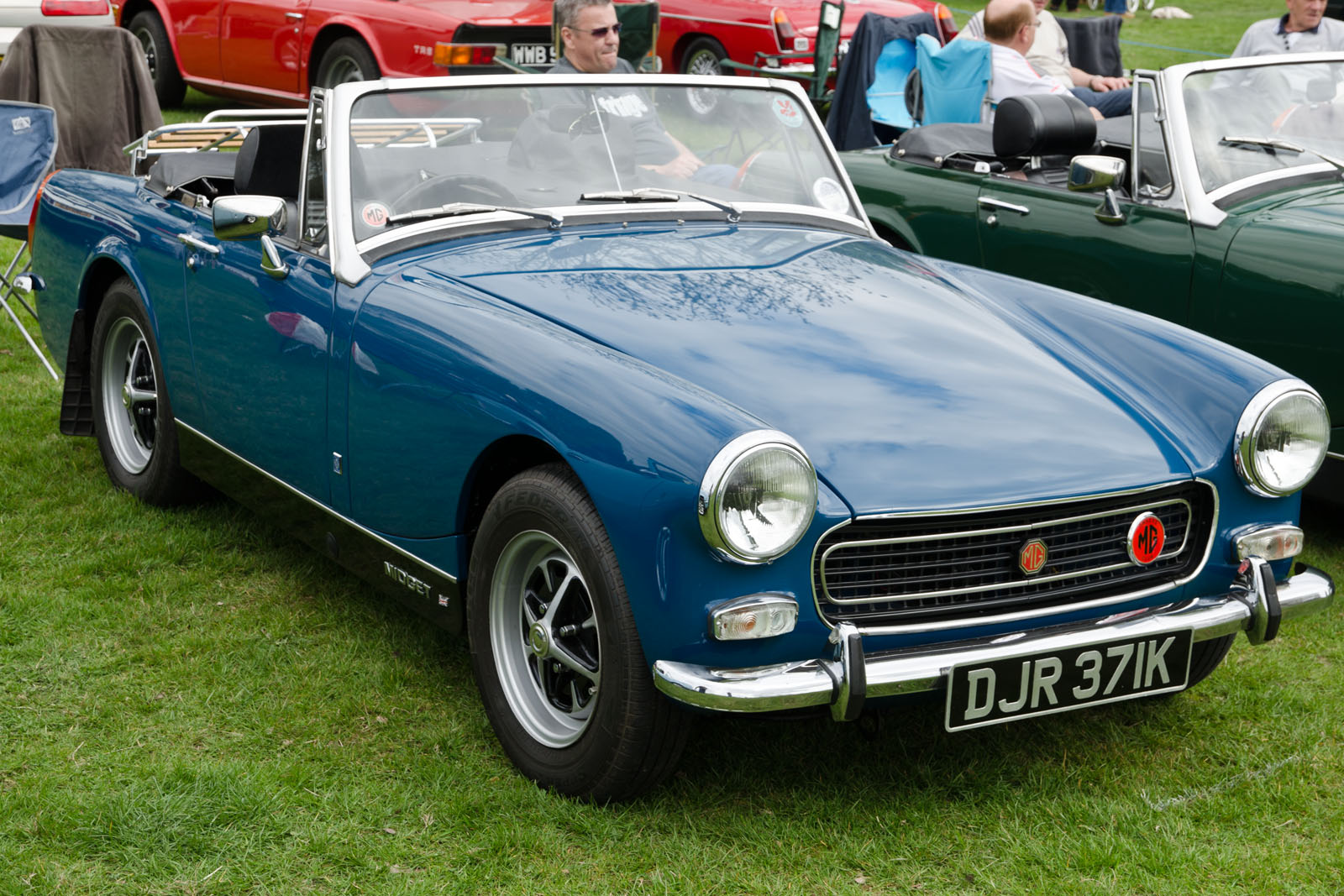
MG Midget

MG诞生于英国牛津，在上世纪20年代是一个汽车销售商，后来开始制造自己的汽车。但是关于MG品牌的具体启用时间仍存在争议，MG公司自己声称其于1924年开始使用MG作为品牌。在1928年3月，MG汽车制造有限公司（M.G. Car Company Limited）正式从原来的莫里斯公司（Morris Garages）分离出来，成为一个独立的公司。 
英國汽車雜誌Autocar2010年10月13日的報導指出1985年的概念車MG EX-E，被許多人認為影響後來日本著名的本田NSX跑車。1995年MG推出新款中置引擎敞篷跑車MGF，採用Rover專利的新型連續可變氣門正時1.8升K系列引擎，專業汽車雜誌美國"Road and track"和英國"CAR"雜誌稱讚這技術超越Rover先前合作夥伴Honda的可變汽門正時技術VTEC，底盤則使用Rover專利的Hydragas技術，取代懸吊系統中的圈型彈簧和阻尼器，用前後輪連結的液壓和氣壓管道達成車身行駛時的動態平衡，有良好的減震效果。2005年，南京汽車公司在路華母公司宣告破產後收購了MG商標，重新包装为“名爵”品牌推出。南京汽車公司於2007年被上海汽車集團收購，名爵亦轉為上汽的資產更名“上汽名爵”，並以中國為生產基地運作。

### BMC和BMH时期
1952年公司的创始人之一莫里斯将MG并入新成立的英国汽车公司（BMC），并且兼并了奧斯汀汽車。
1966年9月，BMC与捷豹汽车合并，并于当年12月改名为英国汽车控股公司（BMH）。
英国汽车控股公司於1968年與利蘭合併为英國利蘭汽車公司。

### 宝马控股
1986年英國利蘭汽車公司改名为罗孚集团，作为MG商标的持有者，在1988年至1994年罗孚集团将MG商标授权英國宇航公司使用，在1994年将MG出售给宝马集团。

### MG罗孚时代
2000年，宝马将MG卖给了位于伯明翰的MG罗孚集团有限公司。

### 被南京汽车集团收购
2005年7月23日，南京汽车集团以5,300万英镑的价格从已破产的MG罗孚集团手中收购了MG品牌和生产设施，但不包括设计人员。南汽以此成立了“南京汽车MG英国有限公司”（NAC MG UK Limited），並以「名爵」作為品牌中文名稱。

### 上汽集团控股
2007年，南京汽车集团以资本参股的形式被上海汽车工业（集团）总公司（下简称上汽）整体收购，旗下名爵（MG）品牌轉手歸上汽集團所有。上汽拥有MG品牌后即自行開发出新车型在中国大陆地区量產销售，大部分车型與上汽的另一自有品牌荣威為同平台的雙生車款，市场定位在與同尺寸的平價合资品牌竞争。
2016年英國去留歐盟公投通過後，英國長橋廠房隨即停止運作，目前MG車型皆在中國大陸、泰国、印尼、印度與巴基斯坦生產裝配。
2022年台灣裕隆從中國導入MG品牌，初期導入車款則為由裕隆集團的中華汽車工業生產的「HS」1.5T汽油與「HS PHEV」雙動力車型。。2023上半年HS新增2.0T款。

## 台灣市場
由裕隆集團旗下中華汽車取得上汽名爵的代理權，於2022年另行成立台灣英倫摩里斯汽車事業股份有限公司，以“MG Taiwan”為品牌名在台灣行銷，組裝製造則採中華汽車的生產線進行臺灣產地化。

### 簡史
2022年：
- 7月27日，MG Taiwan品牌發表會
- 9月13日，HS 1.5T及HS PHEV上市

2023年：
- 3月8日，HS 2.0T上市
- 8月31日，ZS上市

2024年：
- 6月13日，MG4上市，隨後因為臺灣在地化零件自製率政策，8月起暫停接單[10]。

2025年：
- 8月20日，G50 Plus上市，為上汽大通的貼牌車款[11]

## 现有车型

### SUV

#### 名爵ZS

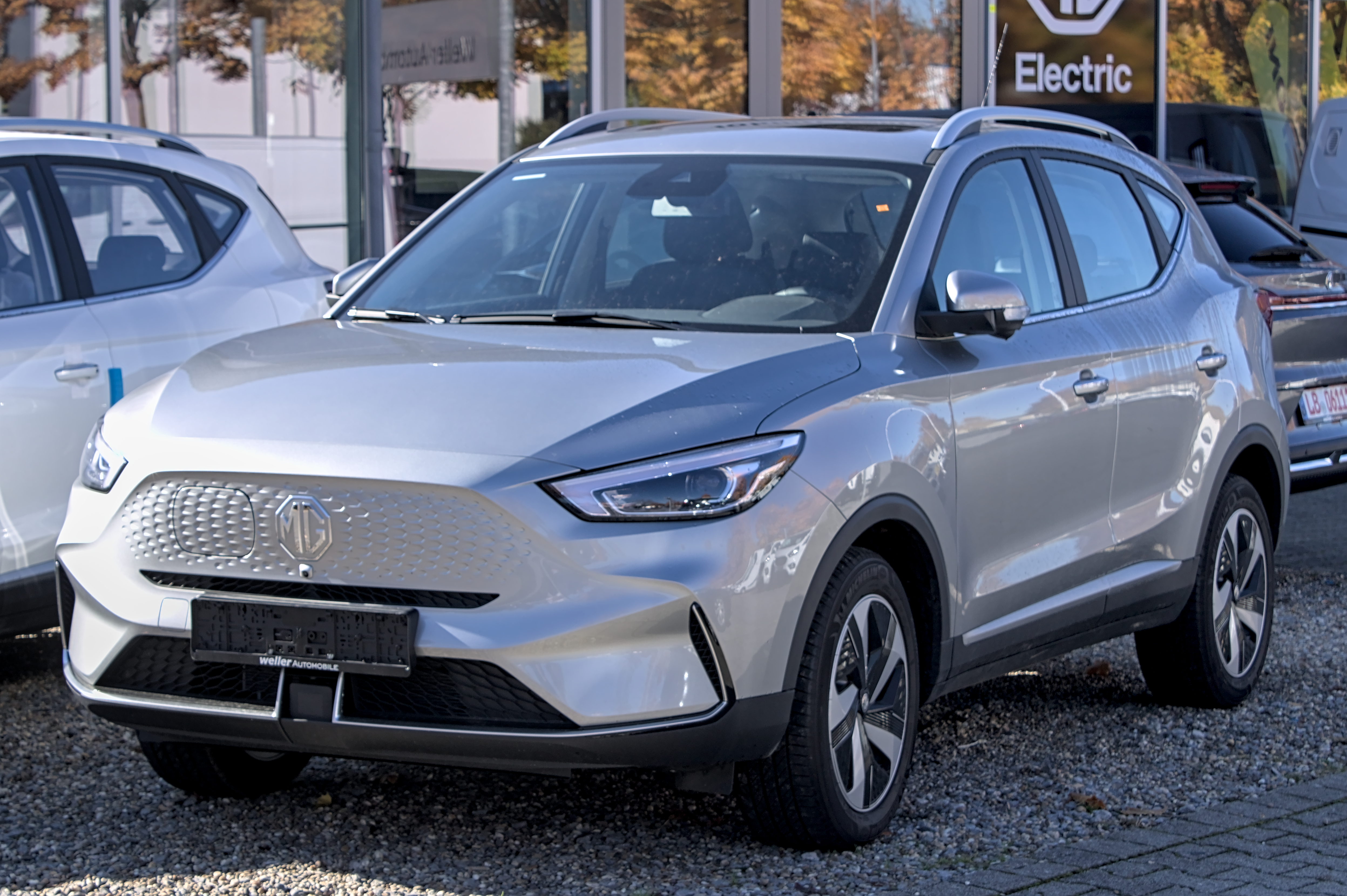
名爵ZS EV

在2016年11月的广州车展上面世，2017年3月在中国大陆上市并在2017年底在英国市场推出，是名爵的第二款运动型多用途车（SUV），延续了之前罗孚45系列的MG ZS轿车的名字。

#### 名爵RX5

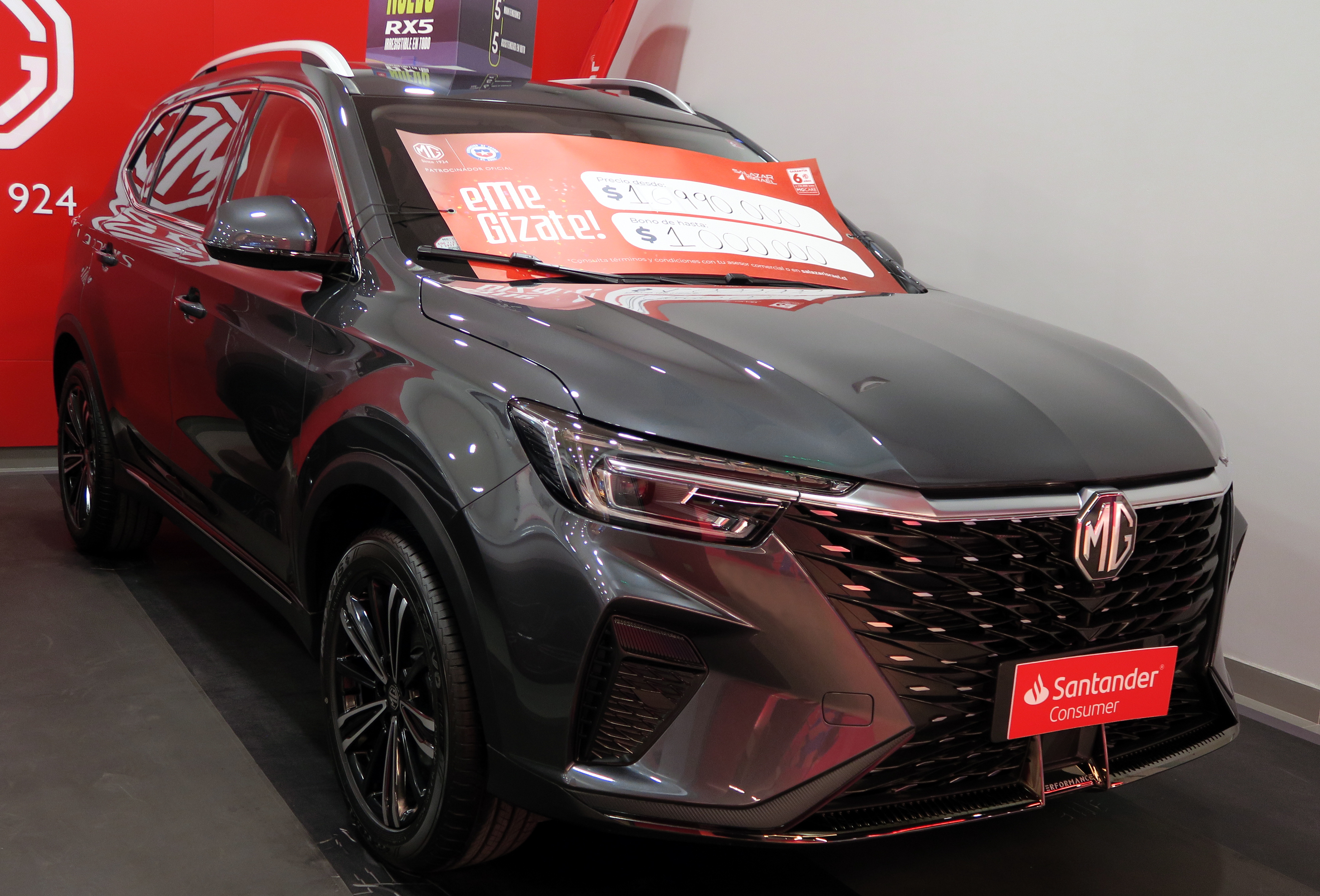
2024名爵RX5

第一代荣威RX5在2016年6月9日正式由阿里巴巴集团和上汽合作推出面世，作为上汽第一款 “互联汽车”，分为汽油发动机的RX5、插电混动的eRX5和纯电动的ERX5三个版本。2018年2月荣威RX5在中东和菲律宾上市（在柬埔寨和南美也有销售）时也在MG品牌下销售，不过只有2.0升涡轮汽油发动机的内燃机动力系统，而且只配备全轮驱动（AWD）。

#### 名爵HS
2018年在北京车展上与荣威Marvel X一起面世的跨界休旅车，是名爵的第三款量产型SUV，用来取代之前的GS，与荣威RX5有相似的框架平台，在中国大陆是ZS和One以上最大的SUV，也是X-Motion概念车的量产型。

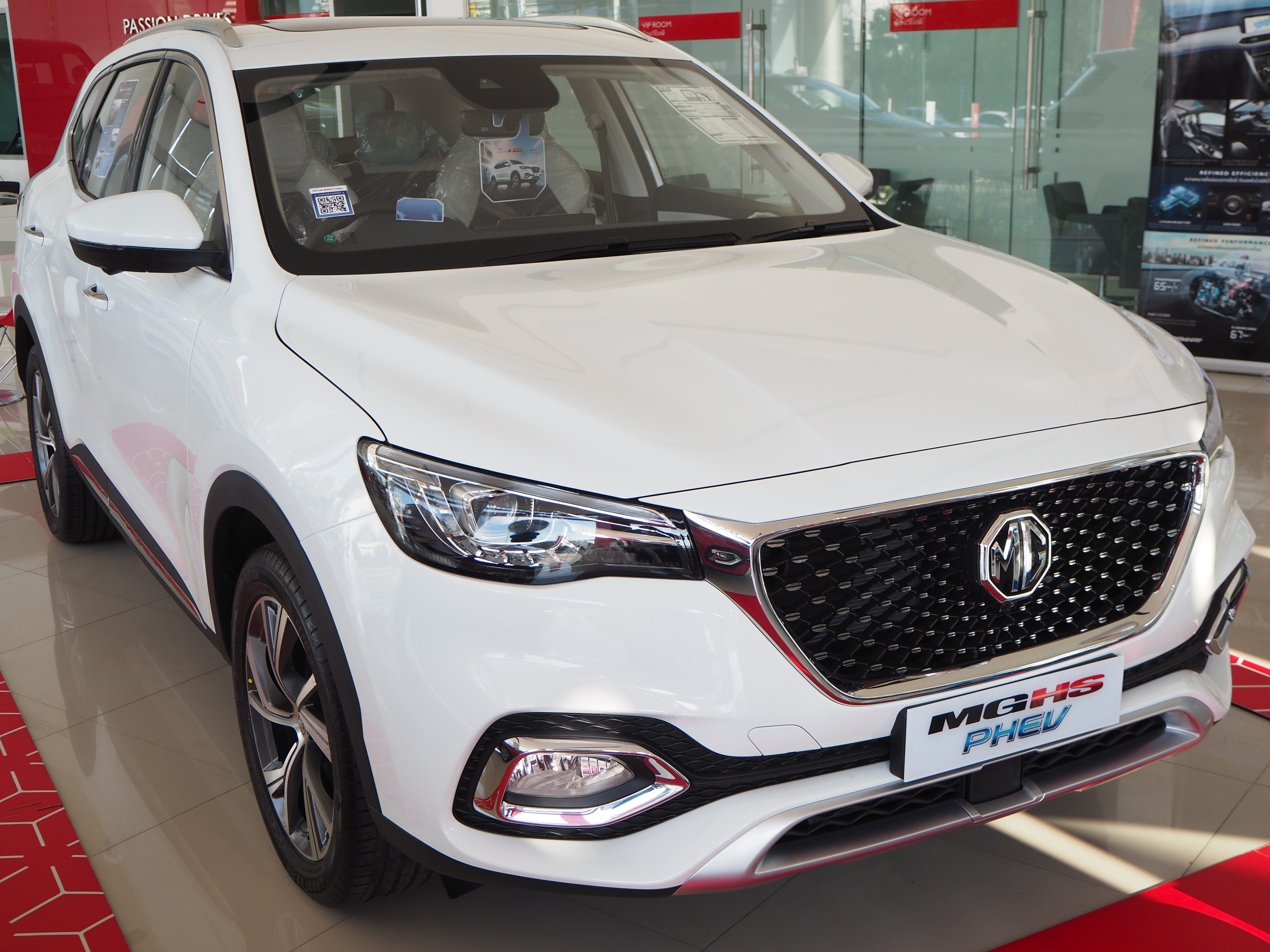
名爵HS PHEV
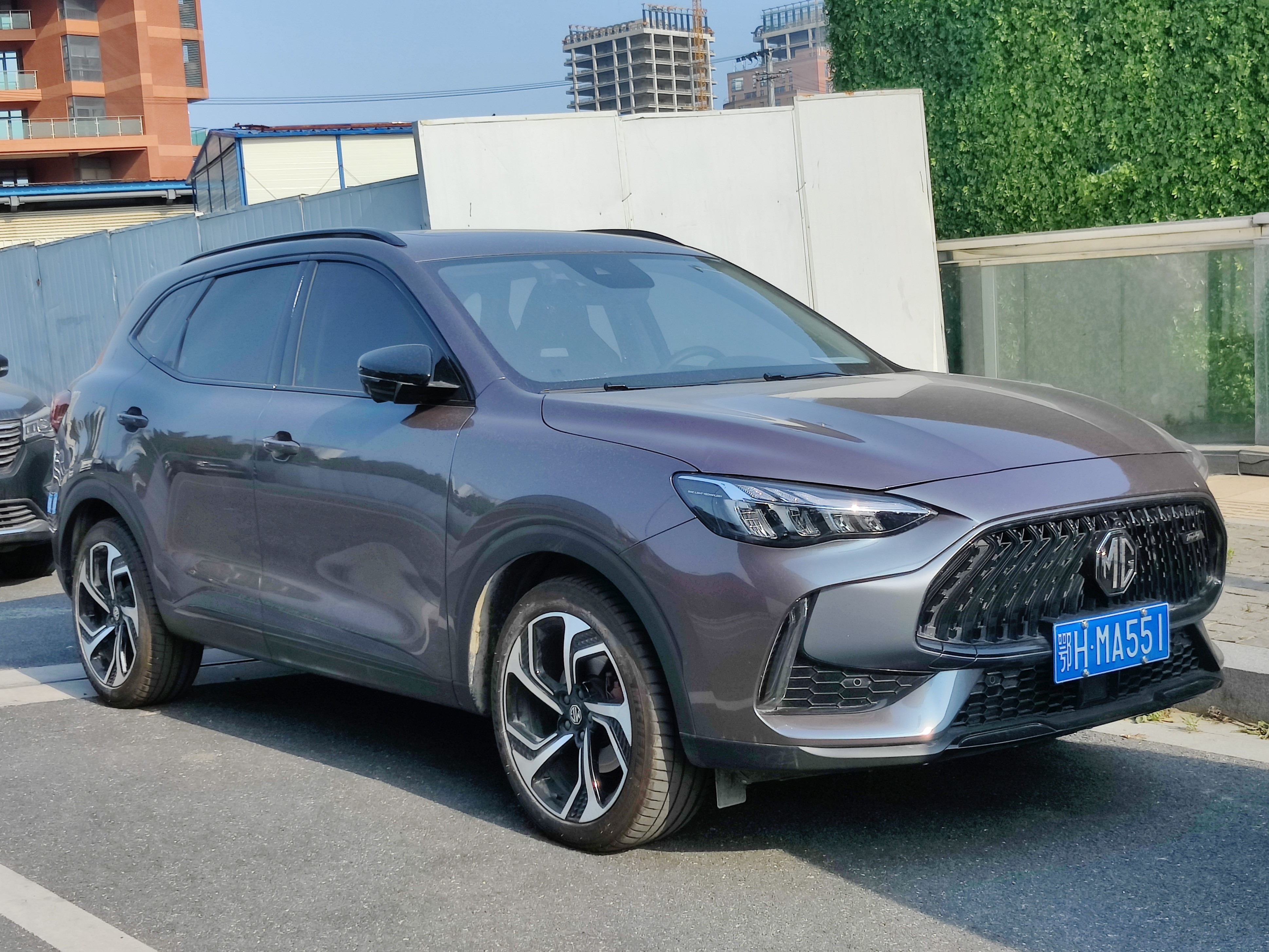
名爵领航

#### 名爵One

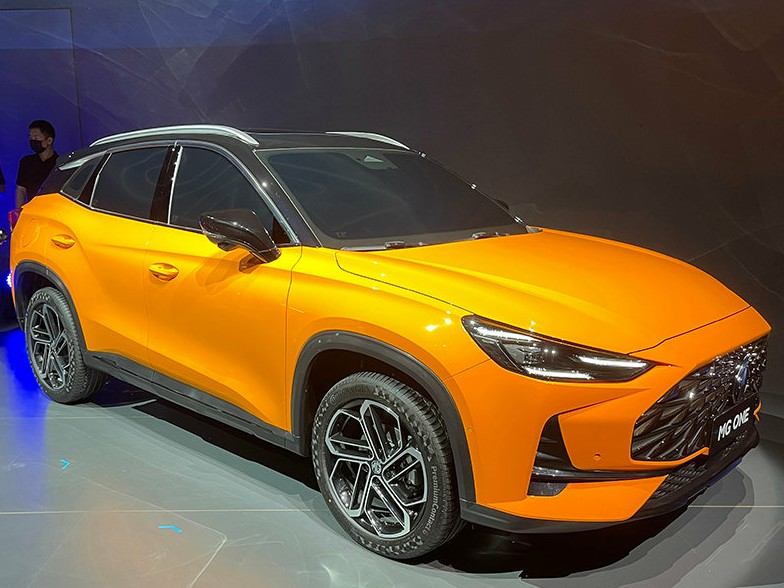
名爵One α

2021年7月30日在上海上市，是MG“第三代车族设计”中第一款建立在上汽“SIGMA架构”上的车型，分为运动型的“α”版和高科技型的“β”版两种。MG One配有一台通用15C4E型1.5升涡轮发动机，最大功率为181匹馬力（184匹公制馬力；135千瓦特）。

#### 名爵Hector
名爵Hector是基於寶駿530的SUV。

#### 名爵Marvel R
名爵Marvel R是基於榮威Marvel R的SUV。

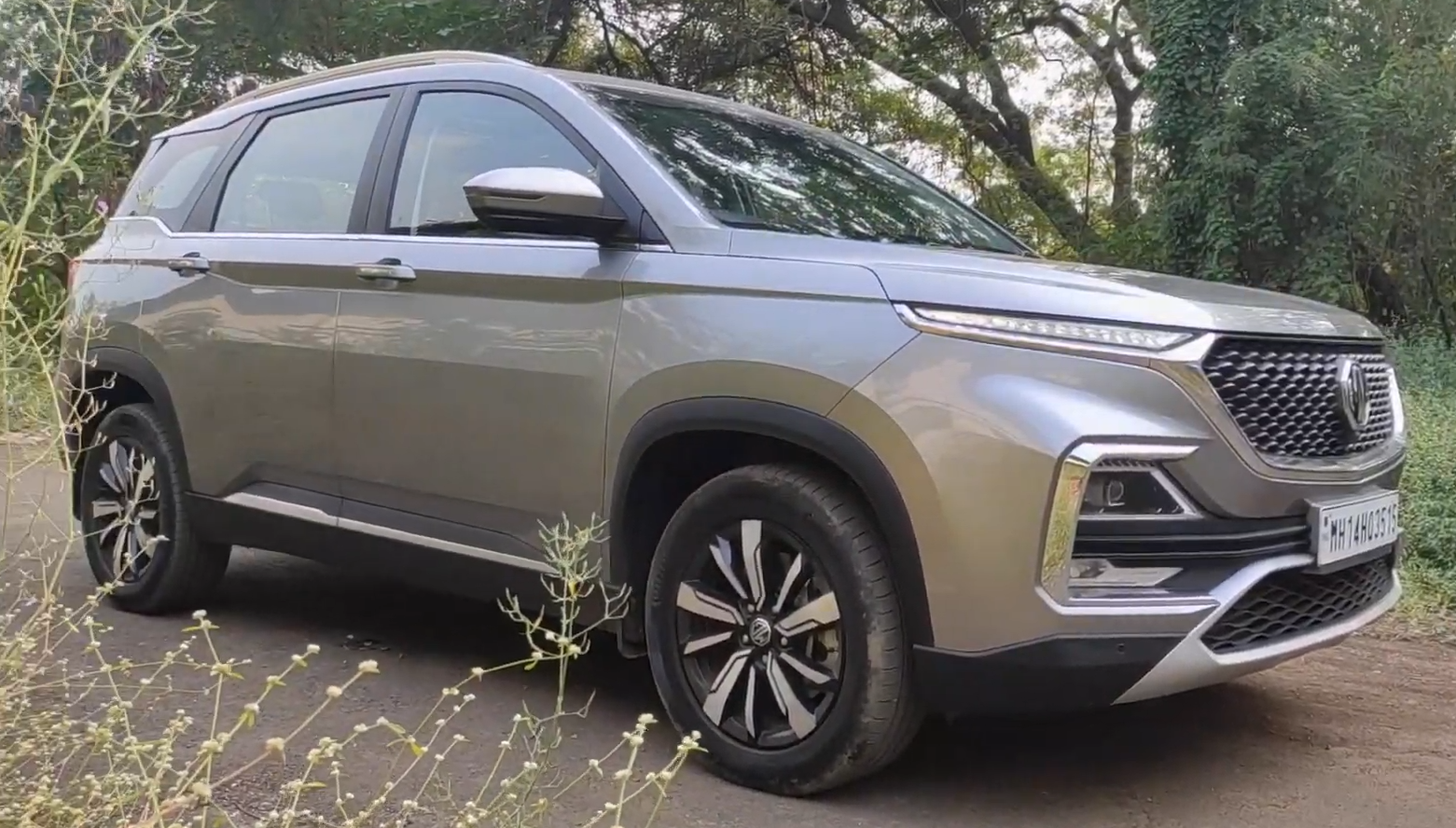
MG Hector 2.0 Diesel Sharp（改款前）
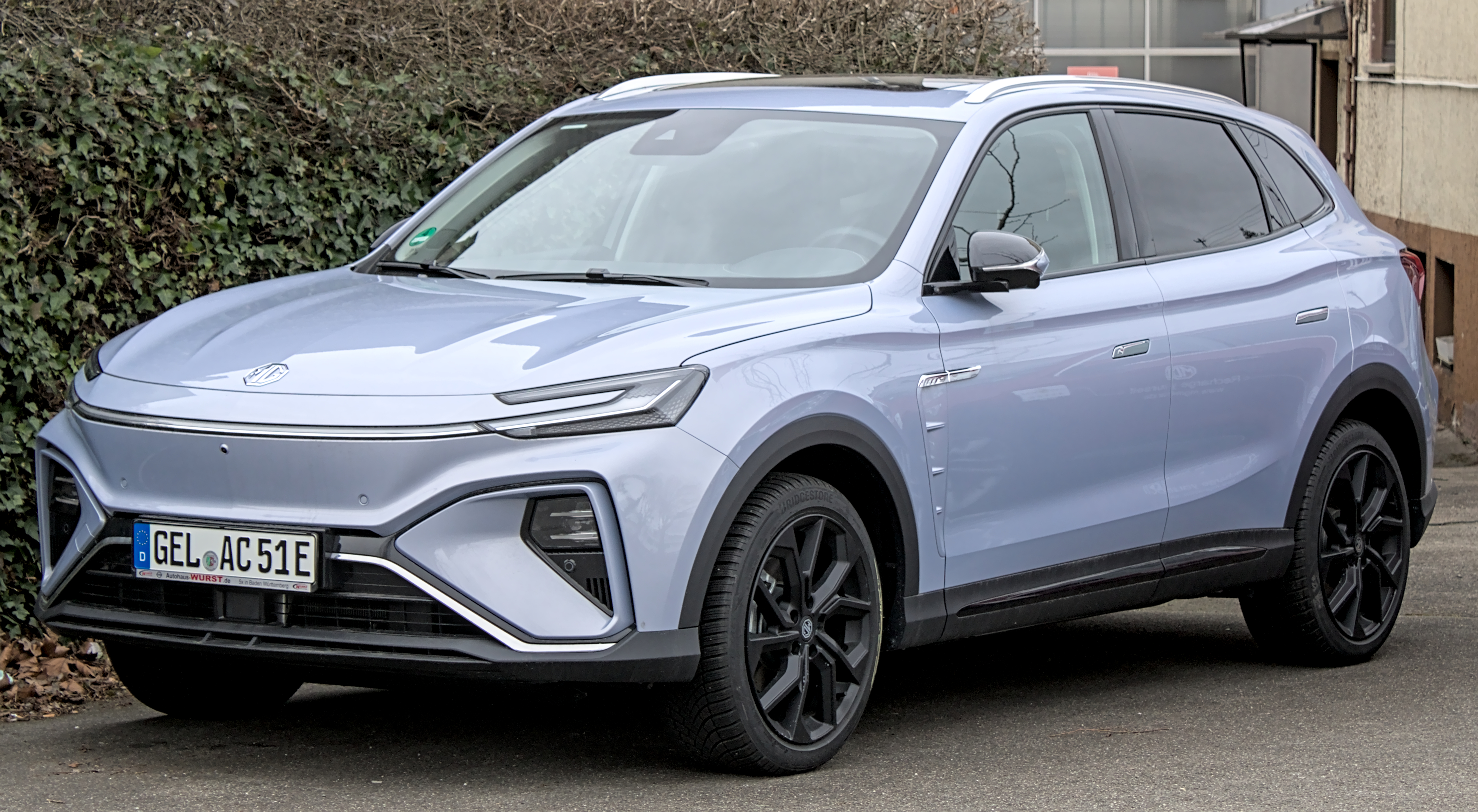
MG Marvel R

### 紧凑型轿车

#### 名爵5

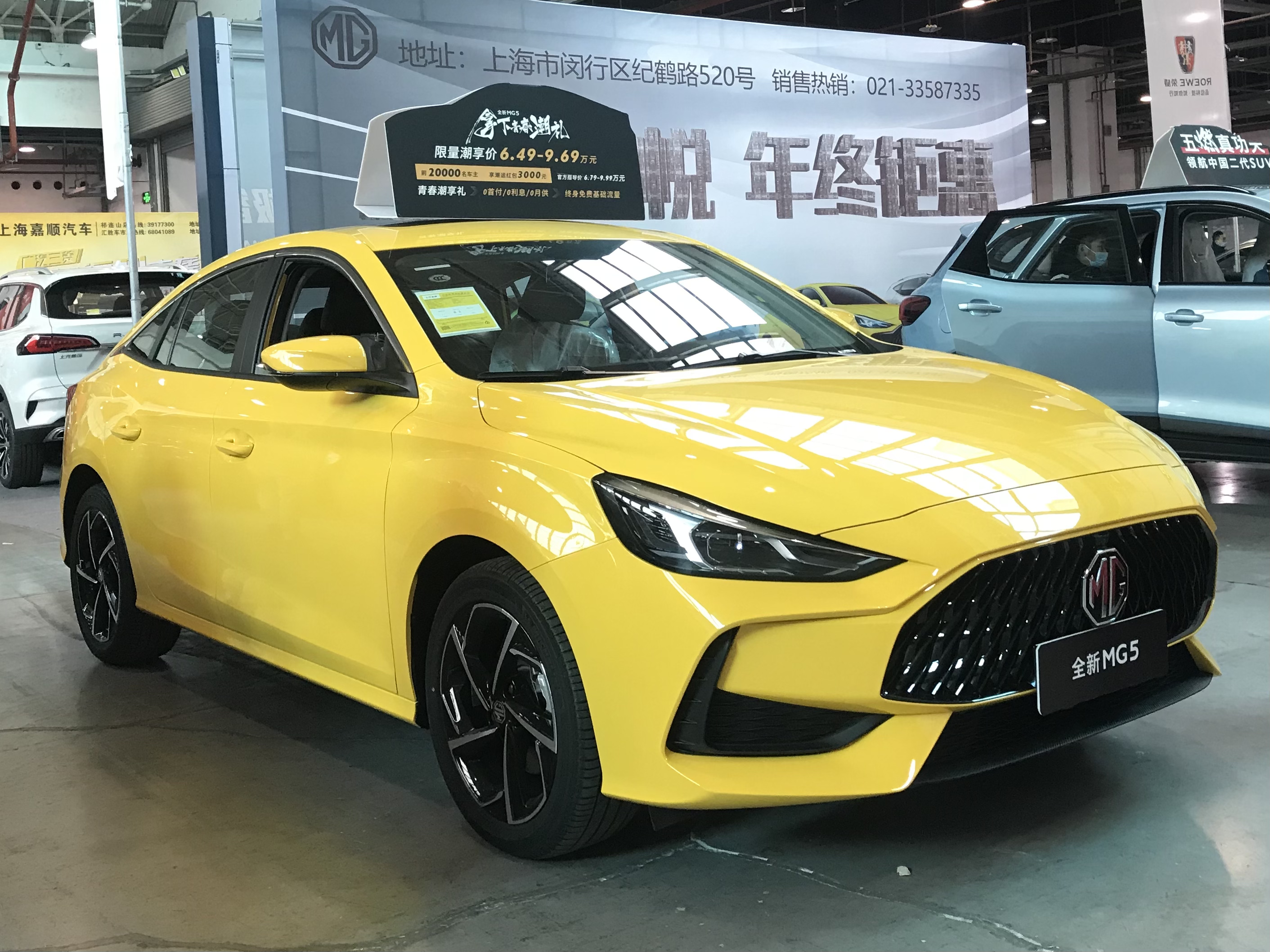
第二代名爵5

第一代名爵5起初以MG Concept 5概念车的形式在2011年上海车展上面世，于2012年3月28日在中国大陆正式上市，与荣威350轿车使用同样的汽车平台。在中国，“名爵5”是掀背车版的销售名称，而轿车版则被称为名爵GT（MG GT）。除此之外，荣威i5内燃机轿车和Ei5电动旅行车也以“名爵5”的名义在菲律宾和英国销售。量产版的名爵5配有一个1.5升四缸VTi-Tech汽油发动机，输出功率80千瓦特（109匹公制馬力；107匹制動馬力），扭矩135牛頓·（100磅力·英尺），可以选配5速手动或4速自动变速器。2013年11月，一个改配1.5升涡轮汽油发动机的“增强版”被推出，输出功率95千瓦特（129匹公制馬力；127匹制動馬力），扭矩210牛頓·（155磅力·英尺），配有6速自动加速器，据说最高速度可达200每小時（124英里每小時）。所有型号都配有16英寸（410）轮框和205/55轮胎。
第二代名爵5在2020年9月北京车展前上市。根据上汽的说法，第二代名爵5采用了“名爵第三代设计语言”，包括与翻新版名爵HS类似的前部外形，配有173匹公制馬力（127千瓦特；171匹制動馬力）的1.5升四缸涡轮汽油发动机或120 PS（88 kW；118 bhp）的普通1.5升汽油发动机。

#### 名爵6

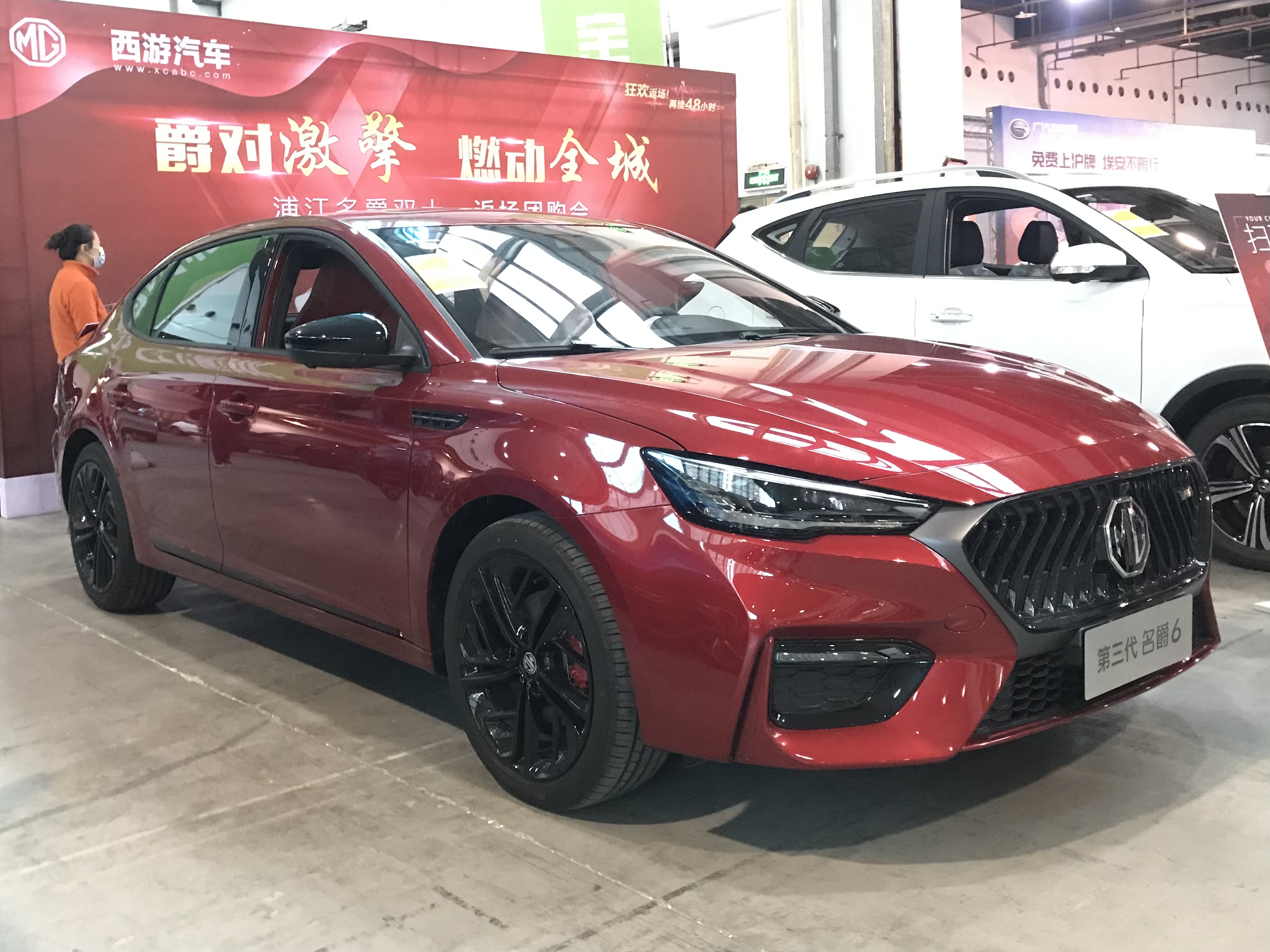
2020年的名爵6

2009年12月在中国大陆地区上市销售，2011年5门版首先在英国开始销售，而后于7月三厢版上市。上海汽车没有按照惯例使用“名爵”作为汽车名字，而可以强化MG品牌，只在车尾有上海汽车字样，而原来的南京名爵消失，这也说明，上汽彻底放弃了原来的“南京名爵”。

#### 名爵7系列
2007年上市，原型为罗孚75，外型由Rover汽車設計，Rover75外型在公司併入BMW之前即設計完成，車身側面採用近代少見，類似勞斯萊斯較古典的前高後低腰線，底盤平台由BMW设计。
第二代MG 7的消息於2022年7月公布，在預告圖中，一輛斜背運動型轎車採用黑色的MG標誌。

### 掀背車

#### 名爵3

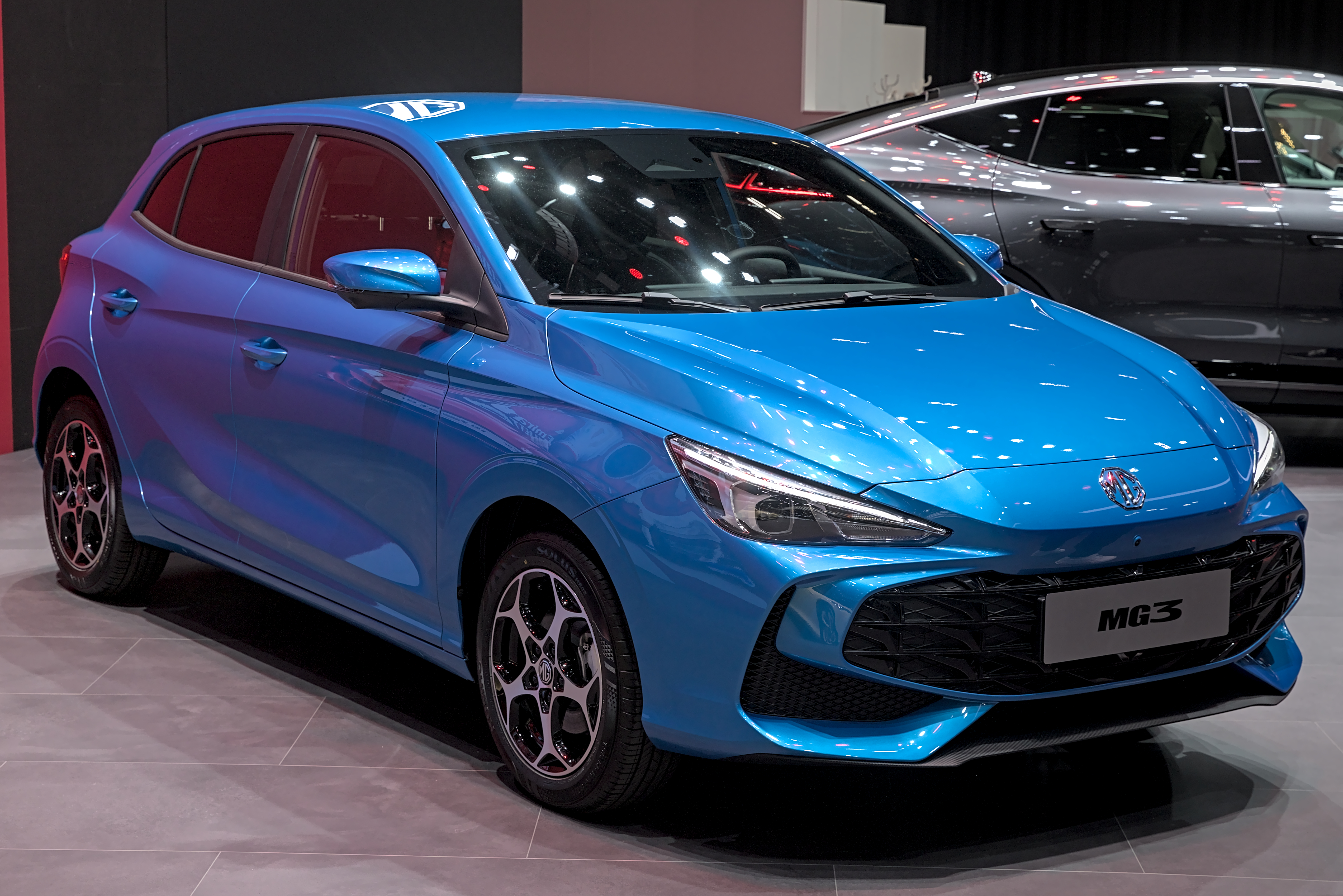
第三代名爵3

第二代MG 3是一款两厢A0级小车，轴距超过2500mm，竞争对手为、等，其原型车为2010年于北京车展上首发的MG zero概念车，设计工作由位于英国的设计部门完成。
该车于2011年上市发售，发动机提供1.3级1.5两个排量，并提供AMT变速箱以供选择，前悬挂系统为麦佛逊式，后悬为扭力梁式。
销售价格位于7万-10万人民币之间。

#### 名爵4 EV

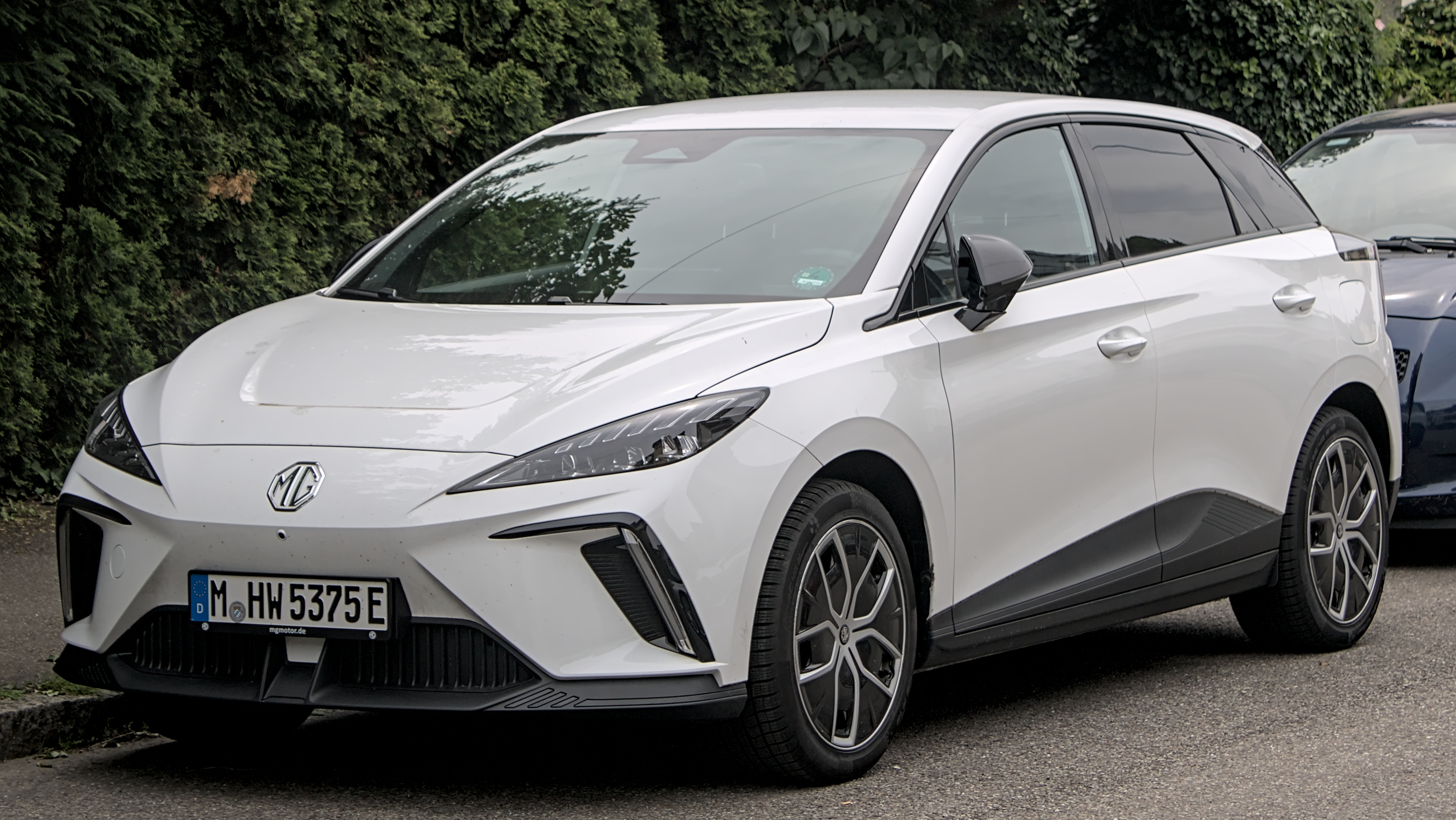
名爵4 EV

名爵4 EV是一款C級純電動車，2022年6月在中國首發名為名爵木蘭（2023年8月更名為名爵4 EV），2022年7月在歐洲上市，也是首款基於上汽集團純電動模組化平台（星雲平台）的車型。

### 跑車

#### 名爵Cyberster

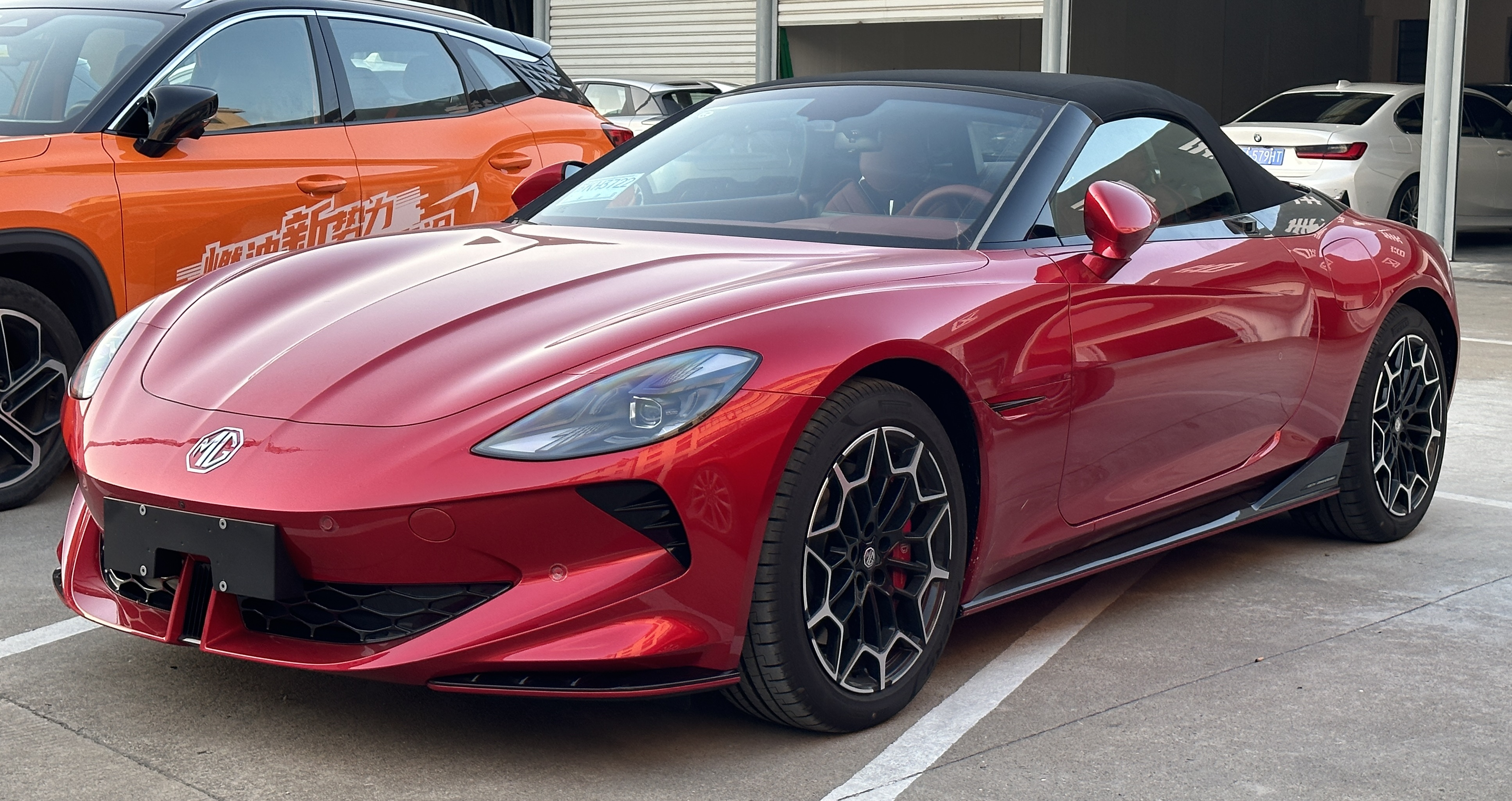
名爵Cyberster

MG Cyberster是一款純電動跑車，以2021年同名概念車為原型，2023年上市。

### 已停产车型

#### 名爵V80

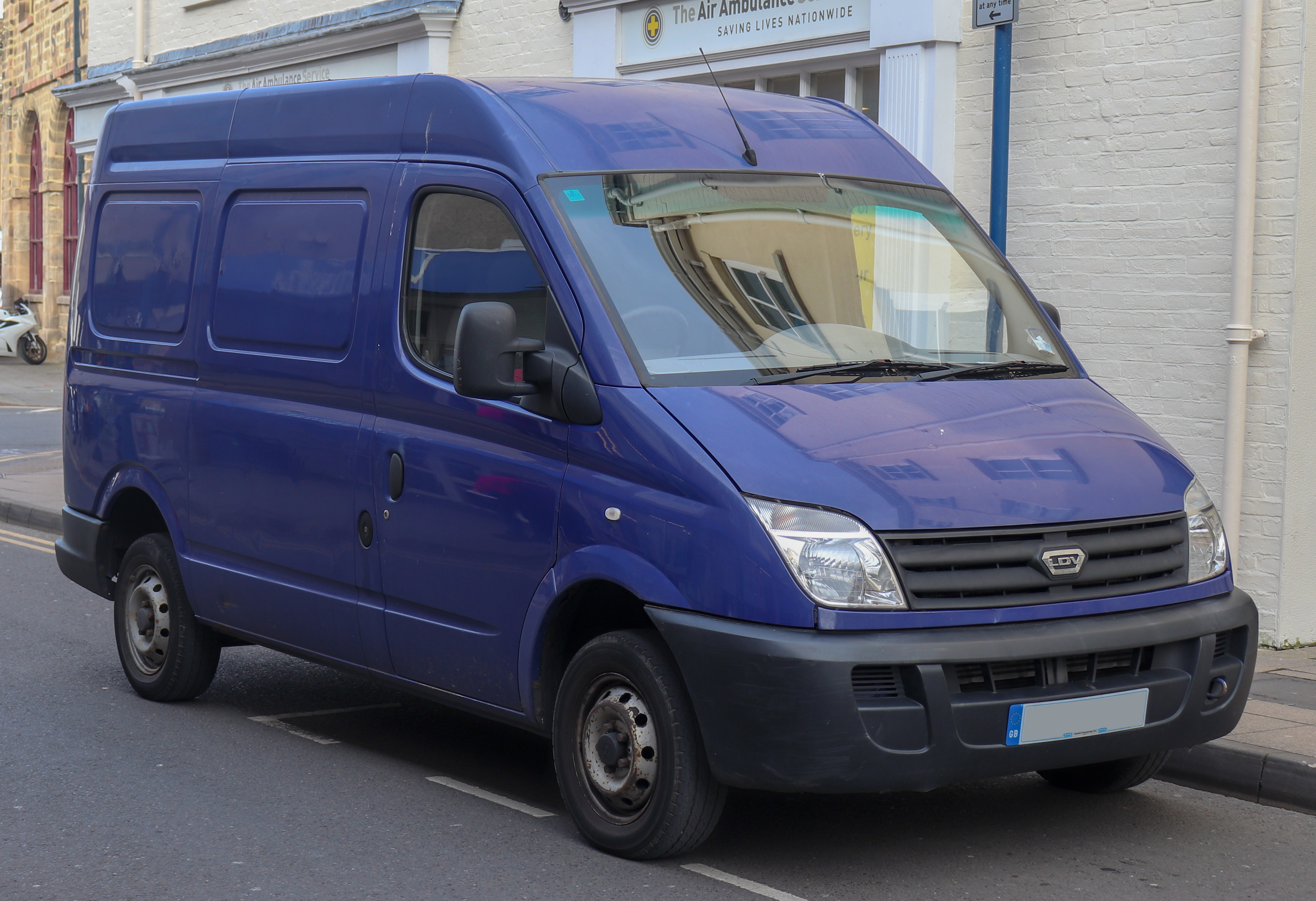
名爵V80

2010年，上汽集团收购了英国面包车制造商LDV的知识产权，随后在2011年3月以LDV著名的Maxus轻型商用车的名字推出了新的上汽大通（Maxus）品牌。LDV Maxus也在2011年6月以Maxus V80的名义重新问世，在2019年3月开始销往泰国时改用名爵V80的名称，配有一台VM Motori的2.5升涡轮柴油发动机，输出功率136匹馬力（101千瓦特）、扭矩330牛頓·（240磅力·英尺），可选配6速手动变速器或单离合自动化手动变速器，已於2021年停產。

#### 名爵TF系列

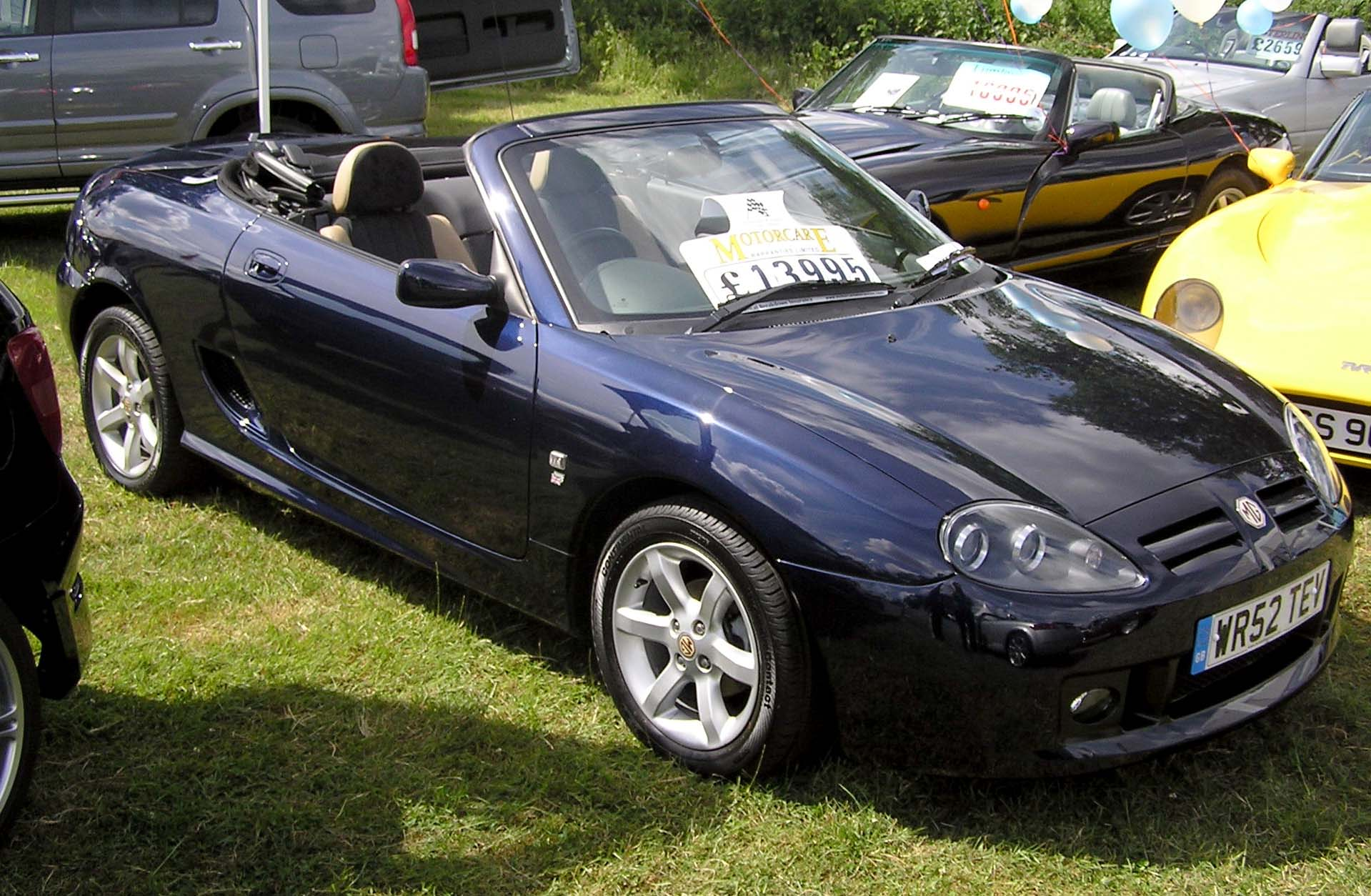
2002款MG TF

2008年5月26日上市，原型为MG TF软顶双座跑车，采用发动机中置后轮驱动，有很高的操控极限，但由于过于强调操控而导致不易驾驶，对于中国市场理解不够，已经于2011年停止在大陆地区销售此款车型。

#### 名爵GS

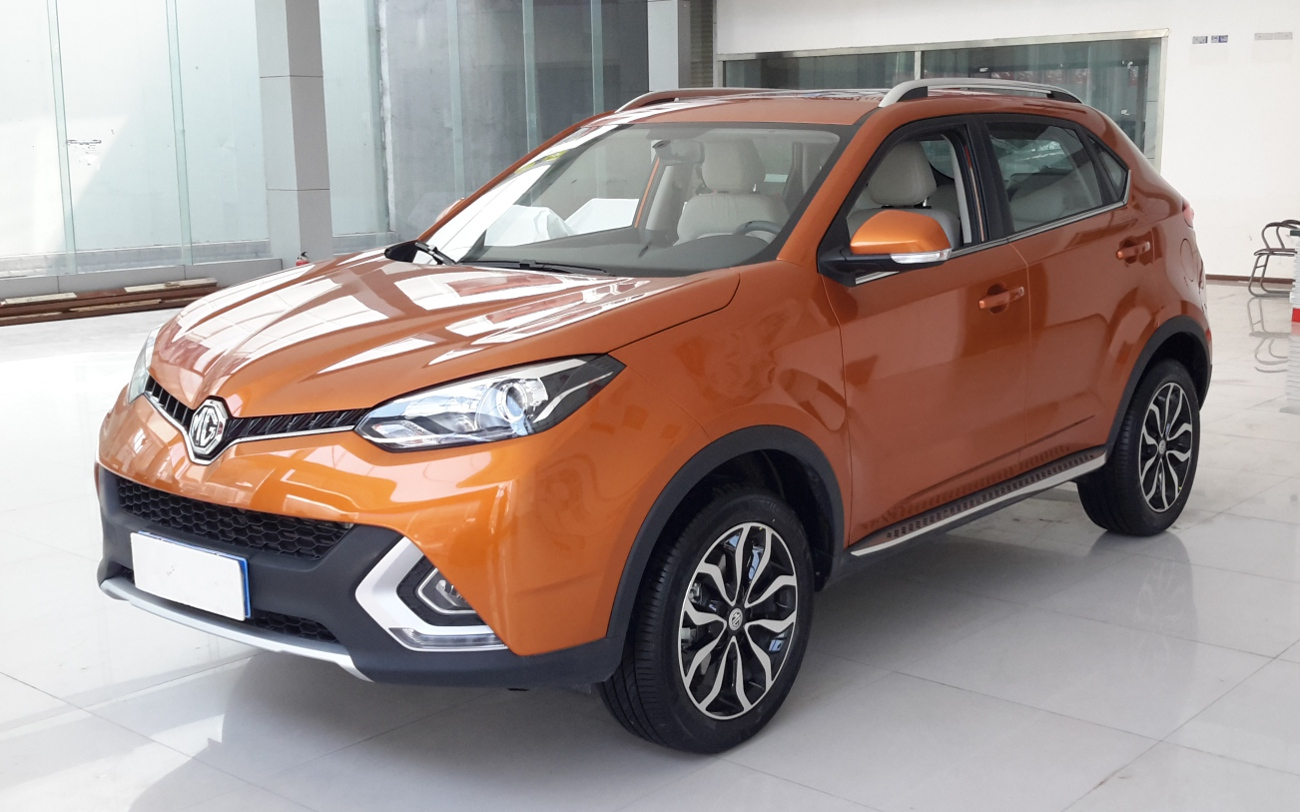
名爵GS

2015年上市，是名爵的第一款量产型SUV，有FWD和AWD两种，在英国起价为£14,995。FWD版名爵GS的动力装置是一台1.5升涡轮汽油发动机，输出功率166匹公制馬力（122千瓦特）、转矩250牛頓·（180磅力·英尺），配有7速自动变速器。高配AWD版的GS配有2.0升的四缸涡轮发动机，输出功率220匹公制馬力（160千瓦特），并配有Android Auto和CarPlay。